# Ricardo Tobón Restrepo
Ricardo Antonio Tobón Restrepo (Ituango, 8 de mayo de 1951) es un eclesiástico, teólogo y filósofo católico colombiano, que actualmente se desempeña como 9° Arzobispo de Medellín.

## Biografía

### Primeros años
Nació el 8 de mayo de 1951, en el municipio colombiano de Ituango, Antioquia. Hijo primogénito de doce hijos del hogar formado por Martín Tobón y Margarita Restrepo. Fue bautizado dos días después.

### Formación
Realizó su formación primaria en su pueblo natal. Realizó el bachillerato y ciclos institucionales de filosofía y teología en el Seminario Conciliar de Santa Rosa de Osos.
Siguió algunos cursos de catequesis y, como alumno del Colegio Pío Latinoamericano, frecuentó la Pontificia Universidad Gregoriana de Roma (1984-1989), donde obtuvo la licenciatura y el doctorado en Filosofía.

### Sacerdocio
Fue ordenado diácono el 7 de septiembre de 1975, en la Catedral de Santa Rosa de Osos, a manos del obispo, Joaquín García Ordóñez. Su ordenación sacerdotal fue el 21 de noviembre del mismo año, en el mismo lugar, a manos del mismo obispo; incardinándose en la diócesis de Santa Rosa de Osos.
Como sacerdote desempeñó los siguientes ministerios:
- Vicario cooperador del Señor de los Milagros (1975-1981)
- Vicario cooperador de Nuestra Señora del Rosario, en Donmatías (1981-1982)
- Miembro del Equipo de Pastoral y director diocesano de Catequesis (1982-1984).
- Formador, profesor y director espiritual del Seminario Conciliar de Santa Rosa de Osos (1989-1992).
- Secretario local de la Nunciatura apostólica en Bogotá (1992-2003).
- Miembro del Consejo Presbiteral.
- Profesor en el ITEPAL, el CESA y la CRC en Bogotá.
- Capellán de “Mi Casa”, residencia para ancianos de las Hermanitas de los Pobres, en Bogotá.

## Episcopado

### Obispo de Sonsón-Rionegro
El 25 de abril de 2003, el papa Juan Pablo II lo nombró obispo de Sonsón-Rionegro. Fue consagrado el 14 de junio del mismo año, en la Catedral de Santa Rosa de Osos, a manos del arzobispo, Beniamino Stella. Tomó posesión canónica 5 de julio de 2003, durante una ceremonia en la Catedral de Nuestra Señora de Chiquinquirá.
- Presidente de la Comisión Episcopal para la Pastoral de Ministerios Jerárquicos (2008-2017).

### Arzobispo de Medellín
El 16 de febrero de 2010, el papa Benedicto XVI lo nombró arzobispo de Medellín. Tomó posesión canónica el 8 de mayo del mismo año, durante una ceremonia en la Catedral Metropolitana de Medellín; mismo día de su cumpleaños n.º 59.
El 29 de junio siguiente, en una ceremonia en la Basílica de San Pedro, recibió el palio arzobispal de manos del papa Benedicto XVI.
- Vicepresidente de la CEC (2017-2021).